# Upton Wood Cemetery
Upton Wood Cemetery is een Britse militaire begraafplaats met gesneuvelden uit de Eerste Wereldoorlog, gelegen in het Franse dorp Hendecourt-lès-Cagnicourt (Pas-de-Calais). De begraafplaats ligt in het veld op 1.700 m ten noorden van het dorpscentrum (Église Saint-Léger) en is bereikbaar langs een veldweg van 700 m. Ze werd ontworpen door George Goldsmith. Het terrein heeft een rechthoekig grondplan met een oppervlakte van 571 m² en is omgeven door een bakstenen muur. De toegang bestaat uit een vierkantig gebouw met tentdak en een open boogvormige poort. Het Cross of Sacrifice staat aan de oostelijke muur. De begraafplaats wordt onderhouden door de Commonwealth War Graves Commission.
Er worden 227 doden herdacht waaronder 9 niet geïdentificeerde.

## Geschiedenis
Op 30 augustus 1918 werd het bos dat Upton Wood werd genoemd door de 1st Canadian Division veroverd waarna men begon met de aanleg van de begraafplaats. In de nacht van 1 op 2 september 1918 werd het dorp Hendecourt-lès-Cagnicourt door de 57th (West Lancashire) en de 52nd (Lowland) Division ingenomen.
Er liggen 217 Canadezen (waaronder 8 niet geïdentificeerde) en 10 Britten (waaronder 1 niet geïdentificeerde) begraven. Eén Canadees wordt met een Special Memorial herdacht omdat zijn graf niet meer gelokaliseerd kon worden.

## Graven
- soldaat Robert Scott Chalmers van de Canadian Infantry was een van de zes broers die in de oorlog vochten. Behalve hij sneuvelden nog twee andere broers en werd er één verminkt.

### Onderscheiden militairen
- kapitein C.B. Robinson en luitenant David Milne, beiden dienend bij de Canadian Infantry werden onderscheiden met het Military Cross (MC).
- Allan Brander Angus, korporaal bij de Canadian Infantry werd onderscheiden met de Distinguished Conduct Medal (DCM).
- de sergeanten Frederick William Barnes, J. Bright, H.L. Gougeon, D. Hampton en Thomas Melville Kilpatrick; korporaal R. Smith en de soldaten W.L. Wright, Ernest George Allwood, T. Iwamoto, Frank Swan en E. Wilmot ontvingen de Military Medal (MM).